# فلسفهٔ مدرن اولیه
فلسفه مدرن اولیه (به انگلیسی: early modern philosophy) (یا فلسفه مدرن کلاسیک)‏ به دوره‌ای از تاریخ فلسفه گفته می‌شود که در اوایل یا در خلال بخشی از دوره فلسفه مدرن قرار داشت.
عصر مدرنِ اولیه در تاریخ فلسفه شاهد شکل‌گیری جنبشی مترقی‌خواه در تفکر غرب بود. نظریه‌ها و گفتمان‌ها، ذهن و ماده، فرا طبیعت و زندگی مدنی در این عصر مورد بررسی قرار گرفتند. فلسفه مدرن اولیه بلافاصله بعد از قرون وسطی که بعضاً از آن با عنوان «دوران تاریکی» یاد می‌شود آغاز گردید. معمولاً تصور براین است که این فلسفه از قرن شانزدهم تا هجدهم میلادی را در بر می‌گیرد، هرچند برخی فیلسوفان و تاریخ نویسان ممکن است آغاز آن را به دوره اندکی پیشتر نسبت دهند. فیلسوفان تأثیر گذار در این عصر شامل دکارت، لاک، هیوم و کانت بودند که همه کسانی‌که نقش اساسی در درک امروزی فلسفه دارند.

## مرور اجمالی
دوران مدرن اولیه در تاریخ فلسفه حدوداً بین سال‌های ۱۵۰۰–۱۷۸۹ میلادی را در بر می‌گیرد، در حالی‌که بر چسب «فلسفه مدرن اولیه» به‌طور معمول برای اشاره به یک دوره زمانی کوتاه‌تر است.
این اصطلاح به‌طور خاص برای اشاره به فلسفه قرن هفدهم و هجدهم میلادی به کار می‌رود که اغلب با رنه دکارت آغاز می‌گردد. فیلسوفان قرن هفدهم میلادی که در این‌چنین تحلیل‌هایی مد نظر قرار می‌گرفتند عبارت اند از: توماس هابز، بلز پاسکال، باروخ اسپینوزا، گوتفرید ویلهلم لایبنیتس و آیزاک نیوتن. قرن هجدهم میلادی که اغلب بنام عصر روشن‌گری معروف است شامل شخصیت‌های مدرن اولیه‌ای چون جان لاک، جرج بارکلی و دیوید هیوم بود.
این اصطلاح بعضاً دوره گسترده‌تری را دربرگرفته و متفکرین اولیه از قرن شانزدهم میلادی چون نیکولو ماکیاولی، مارتین لوتر، ژان کالون، میشل دو مونتنی و فرانسیس بیکن را شامل می‌شود. برخی از تعاریف، محدودهٔ متفکرین دوره «مدرن اولیه» را گسترده‌تر نموده تا متفکرینی چون ولتر، جامباتیستا ویکو و توماس پین را نیز شامل گردد. براساس گسترده‌ترین تعریف، گفته می‌شود که عصر مدرن اولیه با مرگ ایمانوئل کانت در ۱۸۰۴ میلادی به پایان رسید. بر اساس این تعاریف، دوره مدرن اولیه از آخرین فیلسوف دورهٔ رنسانس آغاز گردیده و تا آخرین روزهای عصر روشنگری نیز ادامه داشته‌است.

## فلسفه مدرن غربی اولیه
بیشتر دانشمندان بر این باور اند که این دوره با اثر رنه دکارت با عنوان «تأملاتی بر فلسفه اولی» از ۱۶۱۴ میلادی در پاریس آغاز گردیده و با اثر خردمندانه فیلسوف آلمانی ایمانوئل کانت در دهه ۱۷۸۰ میلادی به پایان رسیده‌است.

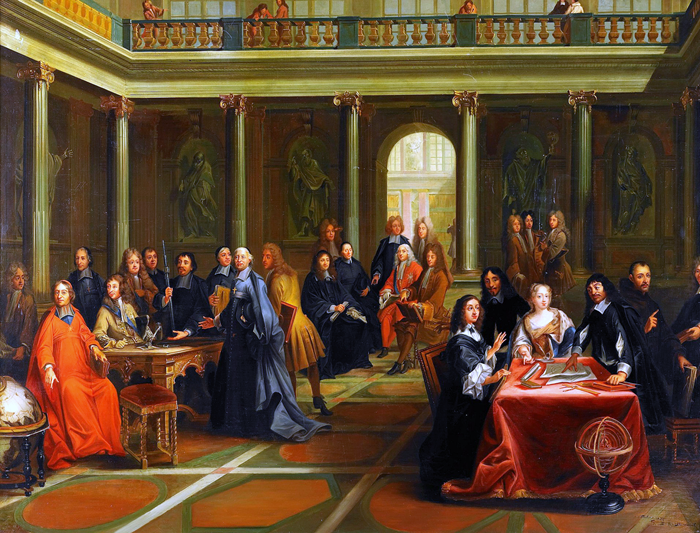
مباحثه بین ملکه کریستینا و رنه دکارت

متفکران گوناگون در آن عصر با چالش‌های فلسفی مختلفی مواجه بودند: تلفیق اصول فکری ارسطوگری کلاسیک و الهیات مسیحی با پیشرفت‌های تازه در عرصه فناوری که در نتیجه بیداری کوپرنیک، گالیله و انقلاب نیوتن به‌میان آمده بود، تصویر جدیدی از کیهان که در آن قوانین جهانی ریاضی حرکت اشیای بی‌جان در کیهان را بدون دخالت چیز غیر-فیزیکی هدایت می‌کرد، به ویژه نحوه تفکر موجود در مورد ذهن، جسم و خدا را به چالش کشید. در واکنش به آن، بیشتر فیلسوفانی که در عرصه تجربی پیشرفت داشتند، چشم‌اندازهای مختلف رابطه انسان با کیهان را کشف و به کمال رساندند.
رویدادهای مهم تاریخی که به‌طور عمیق افکار غرب را شکل داد شامل عصر اکتشافات، پیشرفت علوم مدرن و اصلاحات پروتستانی و جنگ‌های مدنی ناشی از آن بود. رابطه میان فلسفه و پژوهش علمی بسیار پیچیده بود، چون بیشتر دانش‌مندان عصر مدرن اولیه خود را فیلسوف می‌پنداشتند و این دو شاخه را باهم تلفیق می‌کردند. در نهایت این دو حوزه از هم جدا گردید. علی‌رغم این جداسازی دغدغه‌های معرفت‌شناختی و روش‌شناختی فلسفه معاصر در مورد قطعیت علمی پابرجا مانده‌است.
عصر خِردگرایی در دوره مدرن اولیه نیز در ایجاد فلسفه غرب نقش داشته‌است. در این عصر نظریه‌های فلسفی جدید مانند متافیزیک، وجود مدنیت، معرفت‌شناسی و تفکر عقلانی مستقر شدند. تأکید جدی روی پیشرفت و گسترش خِردگرایی، که بر عقلانیت ارج می‌نهاد و کشف نحوه جست‌وجوی واقعیت وجود داشت.

### عصر روشن‌گری
روشن‌گری، که از آن به عصر روشن‌گری نیز یاد می‌شود، جنبشی فلسفی بود که گسترهٔ ایده‌های اروپای قرن هجدهم را تحت سلطه خود داشت. این جنبش بر پایه اصلی بنا شده بود که می‌گفت عقل تنها منبع حقیقی قدرت و مشروعیت است و هم‌چنین سایر اصولی که توسط این جنبش ترویج می‌گردید شامل آزادی، پیشرفت، مدارا، منافع مشترک، حکومتداری مشروطه و جدایی دولت از کلیسا بود. روشن‌گری بر مبنای تمرکز روی علم و تقلیل‌گرایی و هم‌چنین شک روزافزون در مورد جزم‌اندیشی دینی تعریف شده بود. ایده‌های روشن‌گری باعث به چالش کشیده شدن سلطنت و کلیسا گردیده و پایه‌های دگرگونی سیاسی در قرون هجدهم و نزدهم میلادی را فراهم نمود. بر اساس یادداشت‌های تاریخ نگاران فرانسوی، عصر روشنگری از ۱۷۱۵ میلادی، یعنی سالی که لوئی چهاردهم وفات کرد آغاز گردیده و در سال ۱۷۸۹ میلادی، سال انقلاب فرانسه پایان یافت. طبق برخی از تاریخ نگاران معاصر، این عصر از دهه ۱۶۲۰ میلادی با تولد انقلاب علمی آغاز می‌گردد. با این حال، چندین نسخه متفاوت ملی از این جنبش در دهه‌های اول قرن هجدهم میلادی و دهه‌های اول قرن نوزدهم میلادی ایجاد گردیده‌است.

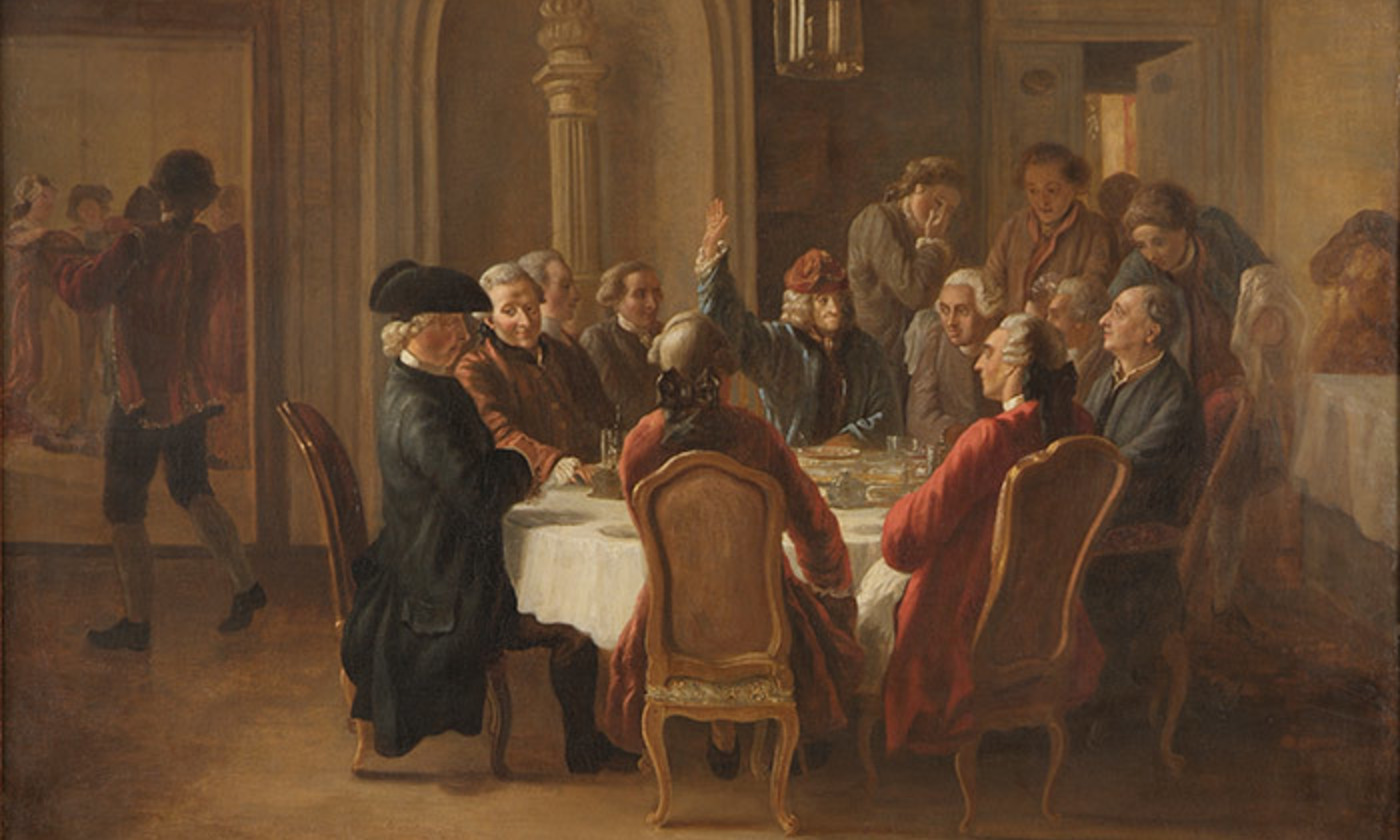
گفتمان‌های روشنگری بین متفکران مختلف

فیلسوفان انگلیسی فرانسیس بیکن و توماس هابز، فیلسوف فرانسوی رنه دکارت و فیلسوفان طبیعت‌گرای مشهور در انقلاب علمی شامل گالیلئو گالیله، یوهانس کپلر و گوتفرید ویلهلم لایبنیتس از جمله فیلسوفان برجسته قرن هفدهم میلادی بودند که مقدم بر عصر روشن‌گری هستند. خاستگاه عصر روشن‌گری را اغلب به دهه ۱۶۸۰ میلادی در انگلستان، زمانی‌که اسحاق نیوتن کتاب «مبادی ریاضیات» (۱۶۸۶ میلادی) و جان لاک در اثر خود با عنوان «جستاری در فهم بشر» (۱۶۸۹ میلادی) نوشتند، نسبت می‌دهند، دو اثری که زمینه را برای پیشرفت‌های بزرگ روشنگری در عرصه علم، ریاضیات و فلسفه فراهم نمودند.
عصر روشن‌گری آن‌گونه که گفته می‌شود، به نرمی تمامی اروپا را می‌روبید. دانش‌مندانی چون آیزاک نیوتن و نویسندگانی مانند جان لاک در اواخر قرن هفدهم میلادی نظم موجود را به چالش کشیدند. اصول گرانش و حرکت نیوتن، جهان را بر مبنای اصول طبیعی تعریف نمود که مستقل از هرگونه منبع روحی بود. لوک پس از بی‌ثباتی سیاسی انگلستان، برای حق آزادی مردم در تغییر دادن دولتی که از حقوقی بنیادین مردم برای زندگی، آزادی و مالکیت دفاع نمی‌کرد، دادخواهی نمود. مردم نسبت به امکان وجود چنین خدای که تقدیر انسان‌ها را در جهنم پایان ناپذیر مقدر نموده و به حاکم مستبد قدرت حکومت کردن را می‌دهد بی باور شدند. این ایده‌ها اروپا را برای همیشه تغییر داد.

#### مفاهیم عمده عصر روشن‌گری
اروپا در اواسط قرن هجدهم میلادی شاهد انفجاری از فعالیت‌های فلسفی و علمی بود که نظریات و عقاید دینی را به چالش کشید. ولتر و ژان-ژاک روسو از پیشوایان این جنبش فلسفی بودند و برای یک جامعهٔ که بر عقل استوار باشد، نه دین و الهیات کاتولیک، برای نظم مدنی جدید مبتنی بر قانون طبیعی و هم‌چنین برای علمی که بر پایه تجربه و مشاهده بنا شده باشد، دادخواهی می‌نمودند. مونتسکیو که فیلسوف علوم سیاسی بود، مسئله تفکیک قوا را پیشکش کرد که با اشتیاق کامل از جانب تنظیم کنندگان قانون اساسی ایالات متحده پذیرفته شد.

## ارجاعات
1. ↑  Jeffrey Tlumak, Classical Modern Philosophy: A Contemporary Introduction, Routledge, 2006, p. xi: "[Classical Modern Philosophy] is a guide through the systems of the seven brilliant seventeenth- and eighteenth-century European philosophers most regularly taught in college Modern Philosophy courses".
2. 1 2  Richard Schacht, Classical Modern Philosophers: Descartes to Kant, Routledge, 2013, p. 1: "Seven men have come to stand out from all of their counterparts in what has come to be known as the 'modern' period in the history of philosophy (i.e. , the seventeenth and eighteenth centuries): Descartes, Spinoza, Leibniz, Locke, Berkeley, Hume and Kant".
3. ↑  Marshall Berman. 1982. All That Is Solid Melts into Air: The Experience of Modernity. New York: Simon and Schuster. شابک ‎۰−۶۷۱−۲۴۶۰۲-X. London: Verso. pp. 16–17. شابک ‎۰−۸۶۰۹۱−۷۸۵−۱. Paperback reprint New York: Viking Penguin, 1988. شابک ‎۰−۱۴−۰۱۰۹۶۲−۵.
4. ↑  Brian Leiter (ed.), The Future for Philosophy, Oxford University Press, 2006, p. 44 n. 2.
5. ↑  Smith, Kurt (2018). "Descartes' Life and Works".  In Zalta, Edward N. (ed.). The Stanford Encyclopedia of Philosophy (Winter 2018 ed.). Metaphysics Research Lab, Stanford University. Retrieved 2021-05-19.
6. ↑  Levers, Merry-Jo D. (2013-01-01). "Philosophical Paradigms, Grounded Theory, and Perspectives on Emergence". SAGE Open (به انگلیسی). 3 (4): 2158244013517243. doi:10.1177/2158244013517243. ISSN 2158-2440.
7. ↑  Bica, Daian (2020-12-25). "Thinking with Mechanisms: Mechanical Philosophy and Early Modern Science". Journal of Early Modern Studies (به انگلیسی). 9: 133–141. doi:10.5840/jems2020916. Retrieved 2021-05-19.
8. ↑  Garber, Daniel; Rutherford, Donald, eds. (2018). Oxford Studies in Early Modern Philosophy, Volume VIII (به انگلیسی). Oxford University Press. doi:10.1093/oso/9780198829294.001.0001. ISBN 978-0-19-186788-0.
9. ↑  Wu, Kun (December 2016). "The Interaction and Convergence of the Philosophy and Science of Information". Philosophies (به انگلیسی). 1 (3): 228–244. doi:10.3390/philosophies1030228.
10. ↑  Garber, Daniel; Rutherford, Donald, eds. (2012). Oxford Studies in Early Modern Philosophy Volume VI (به انگلیسی). Oxford University Press. doi:10.1093/acprof:oso/9780199659593.001.0001. ISBN 978-0-19-174521-8.
11. ↑  Beatty, Joy E.; Leigh, Jennifer S. A.; Dean, Kathy Lund (2009-02-01). "Philosophy Rediscovered: Exploring the Connections Between Teaching Philosophies, Educational Philosophies, and Philosophy". Journal of Management Education (به انگلیسی). 33 (1): 99–114. doi:10.1177/1052562907310557. ISSN 1052-5629. S2CID 146478936.
12. ↑  Berchielli, Laura (2020). "Introduction: Ideas of Space and Their Relation to Experience in Early Modern Philosophy".  In Berchielli, Laura (ed.). Empiricist Theories of Space. Studies in History and Philosophy of Science (به انگلیسی). Vol. 54. Cham: Springer International Publishing. pp. 1–48. doi:10.1007/978-3-030-57620-2_1. ISBN 978-3-030-57619-6. Retrieved 2021-05-19.
13. ↑  Schmidt, James (January 2006). "What Enlightenment Was, What It Still Might Be, and Why Kant May Have Been Right After All". American Behavioral Scientist (به انگلیسی). 49 (5): 647–663. doi:10.1177/0002764205282215. hdl:2144/3877. ISSN 0002-7642. S2CID 144140862.
14. ↑  Nickles, Thomas (2017). "Scientific Revolutions".  In Zalta, Edward N. (ed.). The Stanford Encyclopedia of Philosophy (Winter 2017 ed.). Metaphysics Research Lab, Stanford University. Retrieved 2021-05-27.
15. ↑  "Enlightenment". encyclopedia.com. Retrieved 2021-05-27.
16. ↑  Douglass, Robin (2012-10-01). "Montesquieu and Modern Republicanism". Political Studies (به انگلیسی). 60 (3): 703–719. doi:10.1111/j.1467-9248.2011.00932.x. ISSN 0032-3217. S2CID 142651026.